# Belfortstraße 9 (München)

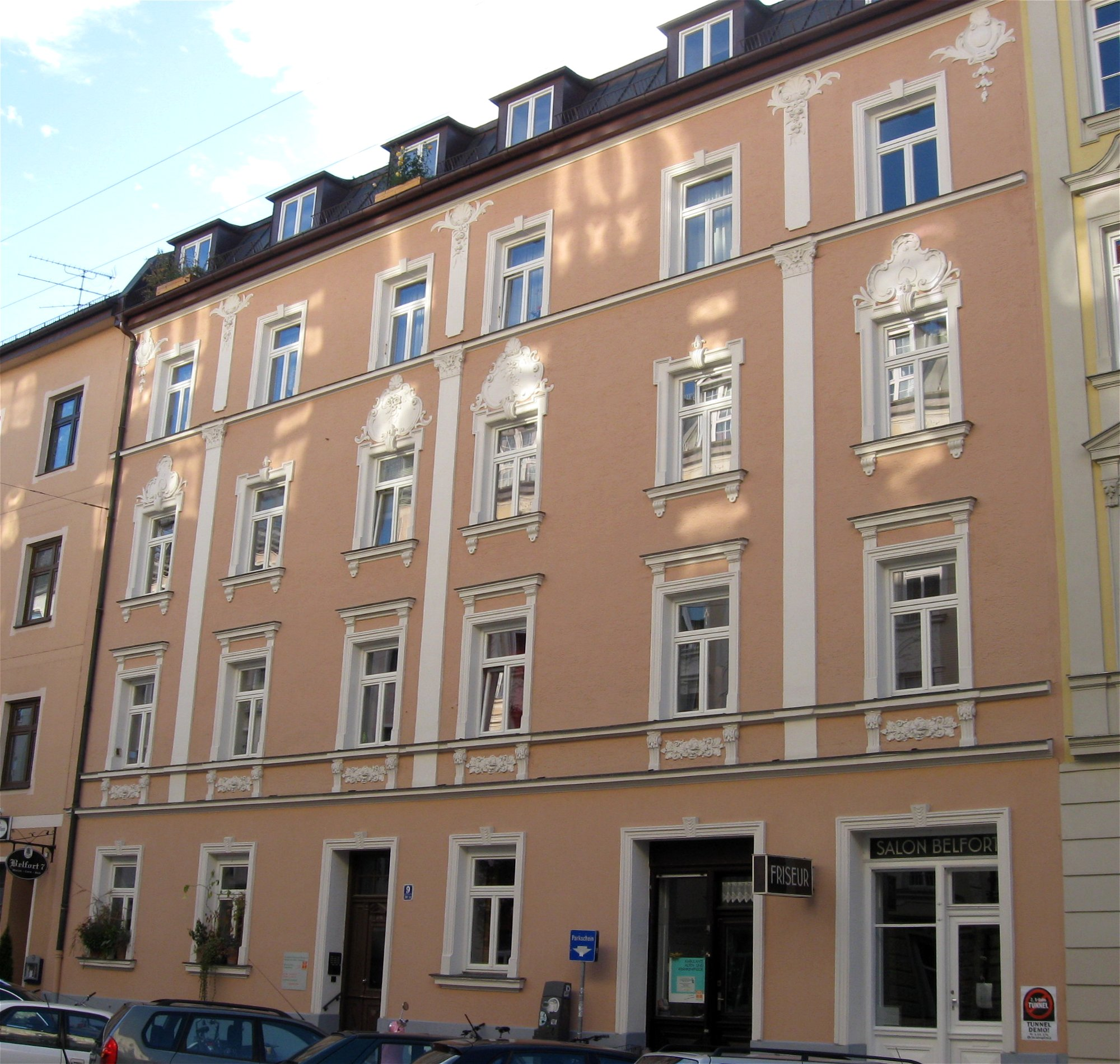
Haus Belfortstraße 9 in München-Haidhausen

Das Haus Belfortstraße 9 ist ein denkmalgeschütztes Mietshaus im Münchner Stadtteil Haidhausen.
Das Haus im Stil der Neurenaissance wurde um 1890/1900 errichtet. Es besitzt zierlichen, barockisierenden Stuck.